# Latinská plachta

Latinská plachta

Latinská plachta, též Bezanová plachta, je třícípá plachta, zavěšená na šikmo vedeném ráhně. Podobá se čtyřcípé příčné plachtě a zároveň stěhovce. Díky svým dobrým vlastnostem se hodí jak pro plavbu s větrem zezadu, tak i s větrem z boku.

## Užití
Používá se zpravidla na bezanovém (zadním) stěžni a u méně tonážních plachetnic i na dalších stěžních směrem k přídi lodi.

## Rozšíření
Latinskou plachtu vynalezli Liburnové, starověký illyrský národ, známý svým námořním pirátstvím, operující na Jadranu ve 2. a 1. století př. n. l. Jejich typ lodi – liburnu – použil císař Oktavián Augustus jako vzor pro své loďstvo (když se liburnské lodě i s posádkami skvěle osvědčily v bitvě u Actia) a plachta se poté podle užívání v římském loďstvu nazývala latinskou.
Latinskou plachtu používali Arabové na svých lodích ve Středozemním moři, v Rudém moři, v mořích východní Afriky a při svých plavbách do Indie, kde brzy ovládli námořní trh. Od Arabů ve Středozemním moři ji brzy převzali evropští námořníci a rozšířili ji na většinu svých lodí, což se jim zpočátku, když začali kolonizovat Atlantský oceán, vyplácelo. Když pak ale začali s plavbami do Indie kolem Afriky, tak je Maurové (sídlící v dnešním Maroku) začali přepadat – toto nebezpečné území se dalo obeplout přes základnu na Kanárských ostrovech, nicméně v Indickém oceánu, vzhledem k jeho relativní uzavřenosti, takovou možnost neměli, což mělo za následek vytvoření rychlejšího pohonu lodi: vratiplachty.[zdroj?]